# アフサヌディン・チョードリー
アブル・ファザル・モハマド・"AFM"・アフサヌディン・チョードリー（Abul Fazal Mohammad 'AFM' Ahsanuddin Chowdhury、1915年7月1日 - 2001年8月30日）は、裁判官出身のバングラデシュの政治家、第9代バングラデシュ大統領。

## 経歴
チョードリーは、1915年に、当時のイギリス領インド帝国ベンガル保護領ミメンシン地区のグリプール郡ボカイナガール (Bokainagar) に生まれた。
ダッカ大学を、学士（法学）を得て卒業した。1942年にベンガル政庁 (Bengal Civil Service) の司法官となり、シレット、ランプル、ダッカで地区判事を務めた。1968年12月17日、当時のパキスタンの大統領だったアユーブ・ハーン元帥によってダッカ高等裁判所判事に任命され、その後1974年1月30日には最高裁判所控訴院の判事となった。 1977年7月1日には、裁判官を退職した。

## 政治
1982年3月の軍事クーデターの後、戒厳司令官として実権を握った陸軍参謀長フセイン・モハンマド・エルシャドは、アフサヌディン・チョードリー判事を1982年3月27日に大統領に就任させ、チョードリーは1983年12月10日までその任にあった。チョードリーは、1983年11月27日に、ジャナダル党 (Janadal Party) の結党を宣言した。この党は、後の国民党（ジャティヤ党）(Jatiya Party) の前身となった。
エルシャドはチョードリーを解任すると、自らが大統領となった。大統領を退任したチョードリーは、党の役職も離れた。

## 社会福祉関係団体
チョードリーは、ボーイスカウトバングラデシュ連盟会長、ダッカこども病院理事長、精神衛生全国基金 (National Foundation of Mental Health) 会長、ダッカ法科大学 (Dhaka Law College) 理事長、アンジュマン・イ・ムヒドゥル・イスラム  (anjuman-i-mufidul Islam) 会長、ダッカ高等裁判所聖廟委員会 (Dhaka High Court mazar committee) 委員長などを歴任した。チョードリーは、2001年8月30日に死去した。